# Consistoriu

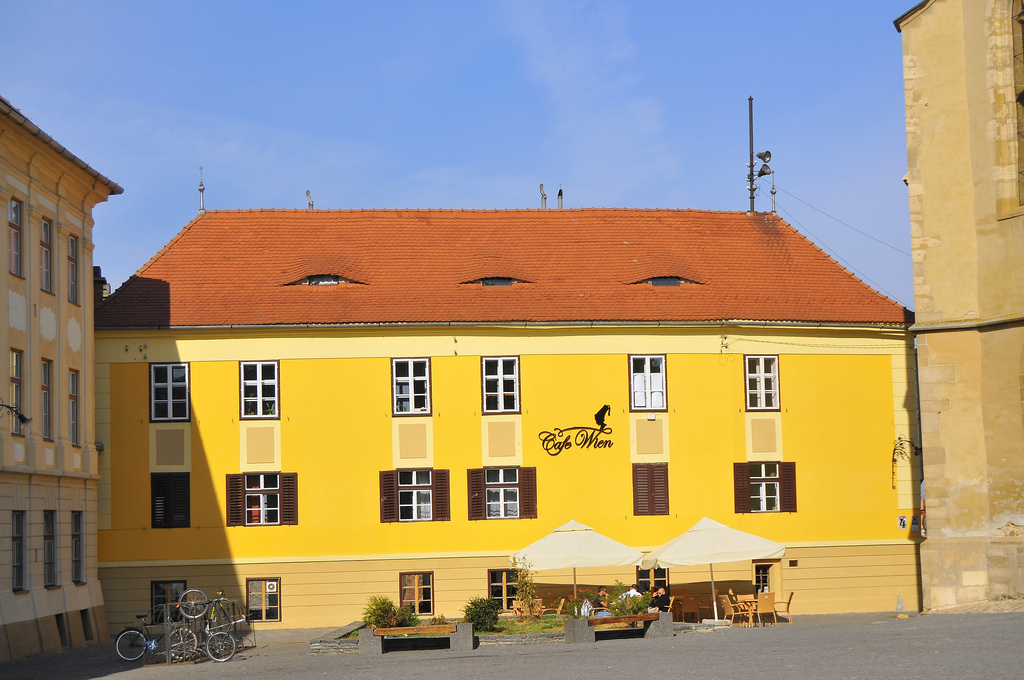
Casa Capitulară din Sibiu, sediul consistoriului Bisericii Evanghelice de Confesiune Augustană din România.

Consistoriul (din latină consistorium) este o adunare administrativă și disciplinară la vârful unei biserici. Inițial consistoriul era consiliul împăraților de la Roma. Ulterior termenul a primit înțelesul de instanță judecătorească ecleziastică, prin extensie de consiliu ecleziastic. Consistoriul este de asemenea întrunirea colegiului cardinalilor, convocată și prezidată de papă.